# Filles de moto
Filles de moto est une émission de télévision documentaire qui présente le monde de la moto sous un regard considéré comme « féminin ». 
Chaque émission met en scène un groupe de femmes passionnées de la moto. Ensemble, elles parcourent les grandes routes du Québec et du Canada, partagent leurs astuces, font des circuits de moto et racontent leur parcours personnel,. La protagoniste de l’émission Catherine David, est accompagnée tout au long de la série, de Judith, Marilou, Frédérique, Roxanne et Charles-Édouard. Produite en 2018 par les Productions St Laurent TV et diffusée sur Unis.TV, la première saison de la série Filles de moto comporte des émissions d'une durée de 26 minutes. La bande de motocyclistes couvrent plusieurs événements issus de la communauté de Moto, dont notamment, La Run, TheMotoSocial et le Backroad Ball.
La deuxième saison de Filles de moto sera diffusée sur Unis TV dès le printemps 2020,.

## Fiche technique
- Production: St Laurent TV
- Producteurs exécutifs : Lou Bélanger et Rafael Parez

Saison 1 – Québec
- Productrice déléguée : Véronique Charbonneau
- Réalisatrice : Maude Sabbagh
- Scénaristes : Amélie Badier et Maude Sabbagh[2]

Saison 2 – Canada
- Productrices déléguées : Laurence Atkins et Marie-Pier Bellerose
- Réalisateur : François Coulombe-Giguère
- Scénaristes : Charles-Edouard Carrier et Catherine David